# 二苯并呋喃
二苯并呋喃（也称为二聯苯呋喃，缩写DBF）是一种有机化合物，分子式C12H8O，常温常压下为挥发性白色固体，可溶于非极性有机溶剂，能从煤焦油中提取，其含量为1%。